# Klan Ausran
Klan Ausran – początkowo koło literackie kierowane z Technikum Księgarskiego na Dołach, w dzielnicy Łodzi, później bardziej ogólna grupa o charakterze kulturalno-religijnym. Klan został założony w 1954 i kierowany przez filologa Ignacego Ryszarda Dankę, mając na celu rekonstrukcję duchowego dziedzictwa Indoeuropejczyków. Jest on jedną z pierwszych w Polsce grup neopogańskich. Później do klanu dołączyli uczniowie z innych szkół, przeważnie z Technikum Włókienniczego przy ul Wólczańskiej.
Nazwa grupy pochodzi od pie. Ausra – „zorza, jutrzenka”; jest to jednocześnie imię praindoeuropejskiej bogini, żony boga Pusana. Klan założony został w 1954 roku w Łodzi przez uczniów techników księgarskiego i chemicznego, początkowo jako koło studenckie o charakterze „religijno-lingwistycznym”. W 1957 roku do założonej wtedy filii klanu dołączył wykładający na Uniwersytecie Warszawskim Hindus Hiranmoy Ghoshal, który został pierwszym kapłanem. Rok później w Warszawie utworzona została filia Klanu. W 1960 roku na zjeździe w podłódzkim Lesie Tuszyńskim przyjęty został statut Klanu, w którym zadeklarowano powrót do pierwotnej religii praindoeuropejskiej i uznano za najwyższego boga Perkvunosa. W latach 70. grupa była infiltrowana przez Służbę Bezpieczeństwa, doszło do konfiskaty listów, publikacji i czasowego aresztowania Ignacego Ryszarda Danki.
Członkowie Klanu posługiwali się rekonstruowanym językiem praindoeuropejskim, nazywanym przez nich językiem ausrańskim. Organizowali także wykłady i sympozja naukowe z zakresu indoeuropeistyki. W języku ausrańskim drukowane były kalendarze, powstawała poezja, pieśni religijne (tzw. mantla lub mentla), był on także używany jako język liturgiczny podczas ausrańskich obrzędów. Członkowie Klanu dzielili się na pełnoprawnych gerontów oraz apotów. Obrzędy ausrańskie nazywane były deiwokvolia i sprawowali je kapłani zwani deiwokvolami. Społeczność ausran opisał w Listach do pani Z. Kazimierz Brandys.
W okresie największej świetności Klan Ausran liczył około 500 osób, pochodzących głównie ze środowisk akademickich. Ausraninem był m.in. filolog Krzysztof Tomasz Witczak. Jednak tylko niewielka część członków uznawała Klan jako swoją religię, większość traktowała go w kategorii kontrkultury i projektu badawczego. Organizacja ta nie została też nigdy zarejestrowana jako związek wyznaniowy.